# Лисенко Ігор Євгенович
Лисенко Ігор Євгенович — український військовик, начальник Головного управління персоналу — заступник начальника Генерального штабу (2019). Генерал-майор Збройних сил України. 

## Життєпис
До призначення начальником Головного управління персоналу займав посаду інспектора Головної інспекції Міністерства оборони. До роботи в інспекції Лисенко служив заступником начальника управління персоналом.
14 жовтня 2017 року присвоєно звання генерал-майора.
З липня 2019 року обіймає посаду начальника Головного управління персоналу — заступника начальника Генерального штабу.

## Нагороди
- Орден Данила Галицького (1 грудня 2009 року) — За вагомий особистий внесок у зміцнення обороноздатності та безпеки Української держави, зразкове виконання військового обов'язку, високий професіоналізм та з нагоди 18-ї річниці Збройних Сил України.[5]
- Орден Богдана Хмельницького ІІІ ступеня (22 серпня 2016 року) — За особистий внесок у зміцнення обороноздатності Української держави, мужність, самовідданість і високий професіоналізм, виявлені під час бойових дій та при виконанні службових обов'язків.[6]